# 육근상
육근상(陸根箱, 1960년~ )은 대한민국의 시인이다. 대전광역시에서 태어났으며, 백석과 이용악의 시 정신을 잇는 ‘소리의 시인’이라 불린다.

## 생애
1979년, 육근상은 대학 입시의 실패와 터전의 수몰로 인한 외로움과 소외감에 빠졌다. 여기서 벗어나고자 어죽과 소주를 마시면서 건달 생활을 하며 대청호 주변을 떠돌았다. 이때, 우연히 한국전쟁 실향민 거주지인 천개동을 알게 되어, 거기 사는 사람들의 이야기를 쓰면서 시와 첫 인연을 맺었다. 이후 1991년 《삶의 문학》에 〈천개동〉 외 5편의 시를 발표하며 문단에 나왔다.
첫 시집이 나오는 데 등단 후 22년이 걸렸다. 젊은 날, 서울의 한 출판사에 시집 원고를 건넸으나 출판사가 망하는 바람에 거칠게 인쇄된 전단지 같은 시집을 받아들고 실망한 나머지 육근상은 시를 멀리 했다. 그러다 문단 선후배들의 설득으로 다시 시를 붙들어 2013년에 첫 시집 《절창》을 냈다.

## 저서

### 시집
- 《절창》(솔출판사, 2013) ISBN 9788981336240 : 이 시집에서 육근상은 사회적 약자이지만 스스로의 줏대와 고집이 또렷하여 자기 존재감을 잃지 않는, 생명력 질긴 사람들의 이야기를 노래한다.[7]
- 《만개》(솔출판사, 2016) ISBN 9791160200041 : 시집은 4부로 나눠져있다. 대부분 함께 살아가고 있거나 생을 떠난 가족과 삶의 이웃들, 혹은 ‘자연’을 소재로 하고 있다. 꽃과 풀, 계절과 풍경을 통해 진득한 정서를 담아냈다.[2] 시가 채 60여 편이 안 되는 시집 안에서 저잣거리에서 듣고 겪은 이야기들로 한 세계를 구축해 냈다. 육근상은 의뭉스런 충청도 사투리로 그 이야기를 들려준다.[4] 이 시집 출간의 계기는 ‘자연’과 ‘벗들’이라 할 수 있다.[5] 2017년 상반기 ‘세종도서’(옛 문화부 우수학술도서) 중 하나로 선정되었다.[8]